# Goemon: Shin Sedai Shūmei!
Goemon: Shin Sedai Shūmei! (ゴエモン 新世代襲名!?) es un videojuego de acción-aventura publicado por Konami, originalmente para PlayStation, el 20 de diciembre de 2001. El título es un spin-off de ambientación futurista perteneciente a la serie Ganbare Goemon.
El 28 de febrero de 2002, se publicó una conversión para Game Boy Advance bajo el título Goemon: New Age Shutsudō! (ゴエモン　ニューエイジ出動!?) con diversas modificaciones y recortes respecto al original para PlayStation.
Ninguna de las dos versiones se publicó fuera de Japón.